# Бородай Олександр Васильович
Олекс́андр Васильович Бород́ай (* 26 грудня 1979, Рівне, Українська РСР) — український спідвейний гонщик, чемпіон України, вихованець рівненського спідвею.

## Кар'єра
Спідвеєм почав займатися у 16 років. Перший тренер — Микола Пилипович Кальчук.
Разом з Петром Велесиком, Анатолієм Жабчиком-молодшим, Олександром Верещуком є представником „нової хвилі“ рівненських гонщиків, які розпочали займатися спідвеєм в 90-ті.
Двічі ставав срібним призером особистого чемпіонату України серед юніорів. 
У 2010 році виборов звання чемпіона України в особистому заліку.

## Досягнення

Олександр Бородай (у синьому шоломі) на Чемпіонаті України серед пар 2004 р.

### В Україні
- Чемпіон України в особистому заліку — 2010
- Чемпіон України серед пар — 2007 (в парі з М.Онешком)[1], 2008 (з В.Дубініним),  2010 (з Я.Полюховичем)
- Срібний призер особистого чемпіонату України серед юніорів — 1998, 2000
- Срібний призер особистого чемпіонату України — 2000, 2008
- Бронзовий призер особистого чемпіонату України — 2004, 2006, 2013
- Бронзовий призер чемпіонату України серед пар — 2004 (в парі з О.Немчуком)
- Переможець Кубка Рівного-2008

### На міжнародній арені
- Переможець Кубку європейських чемпіонів — 2009